# Ranuccio Farnese (di Gabriele Francesco)

Stemma Farnese

Ranuccio Farnese (1456 – Fornovo di Taro, 6 luglio 1495) è stato un condottiero italiano, signore di Gradoli e Canino.

## Biografia
Era figlio di Gabriele Francesco e Isabella di Aldobrandino II Orsini, conte di Pitigliano.
Militò nel 1475 sotto le insegne di Federico da Montefeltro e fu tra i principali condottieri della famiglia. Nel 1482 fu inviato in Umbria in aiuto di Niccolò Vitelli a combattere contro Roberto Malatesta e i veneziani a Città di Castello. Nel 1483 fu con le sue truppe in Lunigiana per combattere i genovesi e la città di Sarzana. Alla fine del 1490 passò sotto le insegne della Serenissima e nel 1495 partecipò alla battaglia di Fornovo, affiancando le truppe di Francesco II Gonzaga e di Rodolfo Gonzaga. Combatté valorosamente ma rimase ucciso. I veneziani riconobbero la condotta ai suoi due figli.

## Discendenza
Ranuccio sposò Ippolita Pallavicino di Federico ed ebbero quattro figli:
- Lella, sposò Giulio Orsini[2]
- Ranuccio, condottiero
- Camilla, sposò il condottiero Giacomo Savelli
- Federico, condottiero, sposò Ippolita Sforza